# 대전보호관찰소

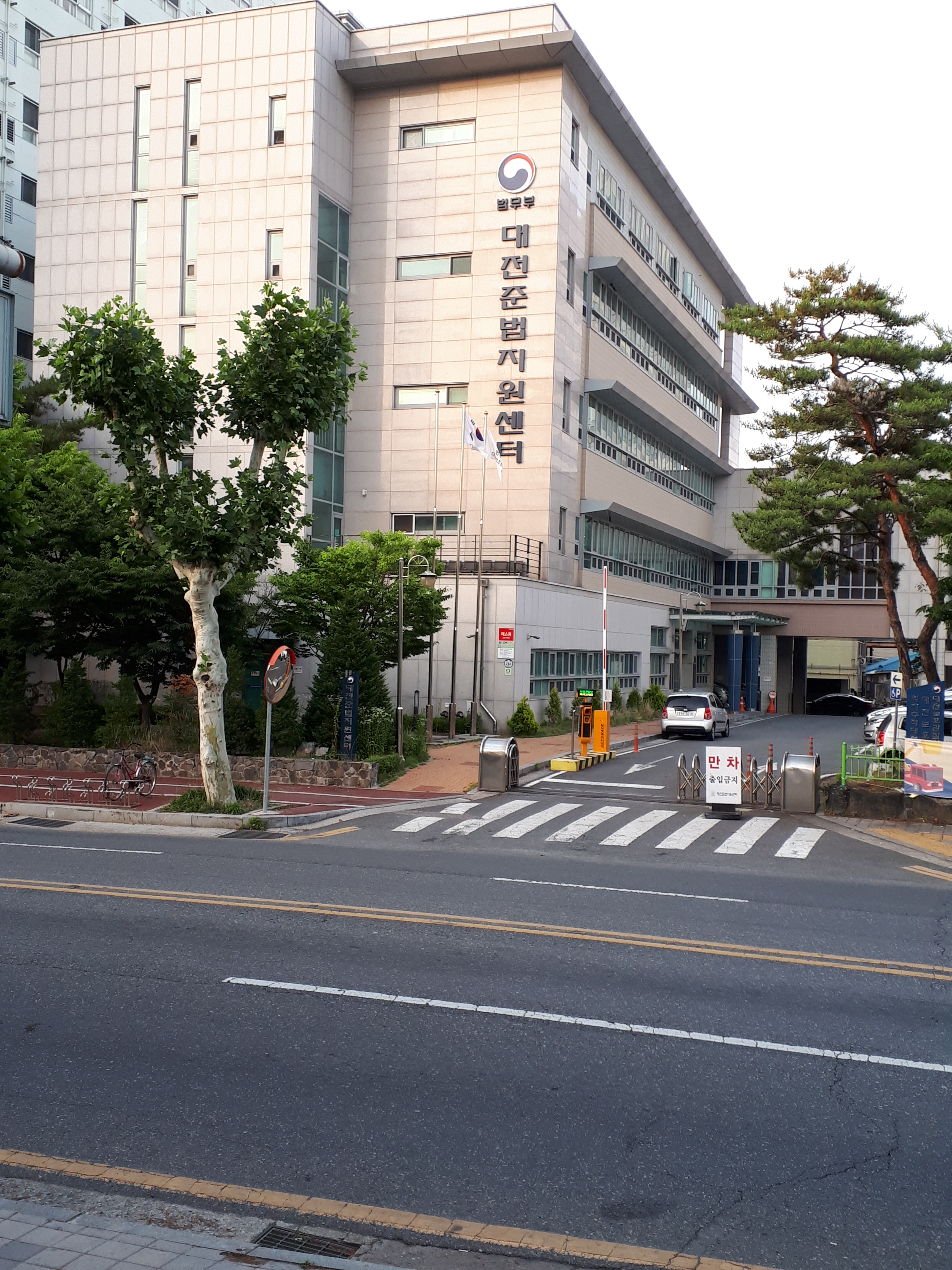
대전준법지원센터

대전보호관찰소(大田保護觀察所)는 법원으로부터 보호관찰을 조건으로 가석방된 사람들에 대하여 보호관찰을 실시하고, 사회봉사 및 수강명령 등을 통해 범죄예방 및 건전한 사회복귀를 지원하여 국민의 안전한 생활을 보호하기 위하여 설립된 대한민국 법무부 범죄예방정책국 소속기관이다. 대전보호관찰소장은 부이사관이나 서기관으로 보한다. 대전광역시 중구 보문로 282에 위치하고 있다.

## 연혁
- 1989년 7월 1일 개청
- 1995년 7월 1일 대전보호관찰심사위원회 개청
- 1996년 7월 1일 대전보호관찰소 홍성지소 개청
- 2004년 7월 2일 대전보호관찰소 천안지소 개청
- 2007년 7월 23일 대전보호관찰소 서산지소, 논산지소 개청
- 2009년 1월 1일 대전보호관찰소 공주지소 개청

## 관할구역
대전광역시와 충청남도 전역을 관할하나, 충청남도 일부지역은 지소가 관할한다.
- 금산군

## 소속기관
- 위치추적대전관제센터

### 지소
- 홍성지소: 충청남도 홍성군 홍성읍 의사로 72 (홍성군, 보령시, 예산군, 서천군)
- 공주지소: 충청남도 공주시 번영1로 114 (공주시, 청양군)
- 논산지소: 충청남도 논산시 시민로294길 27 (논산시, 계룡시, 부여군)
- 서산지소: 충청남도 서산시 서령로 89 (서산시, 태안군, 당진시)
- 천안지소: 충청남도 천안시 서북구 봉정로 244 (천안시, 아산시)